# Dřínová
Přírodní rezervace Dřínová se nachází na jižním svahu kopce Nad Střelčím (527 m) v katastrálním území obce Babice nad Svitavou a leží v CHKO Moravský kras na výměře 28,85 hektarů. Rezervací byla vyhlášena výnosem MK ČSR – čj. 18.923/73 ze dne 29. prosince 1973. Důvodem vyhlášení je ochrana přirozených porostů s dřínem na styku vápence a brněnské vyvřeliny.
Rezervace má název podle cesty, která vede z Adamova do Babic nad Svitavou a ve své části tvoří spodní (jižní) hranici rezervace. Horní hranice prochází zhruba po hřebeni kopce Nad Střelčím, ze západního ostrohu od Alexandrovy rozhledny pak hranice vede po spádnici na jihozápad k cestě Dřínová. Jihovýchodní hranici rezervací tvoří pás elektrického vedení. 
Po Dřínové cestě na spodní hranici rezervace vede po vrstevnici žlutě značená turistická trasa. V blízkosti horní hranice rezervace vede zhruba po hřebeni cesta Šutrovaná, po které vede zeleně značená turistická trasa. Obě tyto cesty jsou propojeny neznačenou cestou od památníků lesníků k rozcestí u Alexanndrovy rozhledny, nedaleko západně od rezervace. 